# Judy Minx
Judy Minx (París, 1 de abril de 1989) es una actriz pornográfica retirada francesa de origen magrebí, que ha llevado a cabo diversas actividades profesionales relacionadas con los servicios sexuales (escort, dominatrix, fetichismo). Ella se describe así mismo como una trabajadora sexual, activista queer y feminista.

## Biografía
Judy Minx, nombre artístico, nació en París el primero de abril de 1989, hija de un padre científico de origen argelino y tunecino y de una madre funcionaria. Comenzó en 2005 a hacer campaña en un grupo feminista. Ella se convirtió en actriz pornográfica a los 20 años de edad, en lo que ella denominó "porno hetero mainstream", grabando para John B. Root diversas escenas de sodomía, doble penetración y bukkake. Paralelamente, para ganarse la vida, realizó otros diversos servicios sexuales antes descritos.
Decidió dejar de lado su faceta de actriz pornográfica en 2011, con apenas 14 trabajos realizados. Algunas de sus películas fueron Histoires de sexes, Pascal le Grand Frere Pineur, Popaul Emploi, Regle Numero 1, Roulette Toronto, Roulette: Berlin, Sexe et Petits Tracas o Women Reclaiming Sex On Film.
Ella se declara seguidora y participante del movimiento queer. Paralelamente a su carrera, continuó sus estudios: estudió Literatura y consiguió graduarse en Literatura inglesa e Inglés. En la actualidad es una activista de los derechos de los trabajos sexuales. Además, imparte talleres sobre educación sexual y escribe en un blog.
En 2009, apareció en el documental The sex workers, dirigido por Jean-Michel Carré. En 2010, protagonizó la película dramática The Final Girl de Todd Verow, que definió como "una variación lésbica de El quimérico inquilino de Roman Polanski". En 2011 fue uno de los protagonistas de Too Much Pussy!, un docudrama de Emilie Jouvet que siguió el viaje a través de Europa (de Berlín a Malmö) de un grupo de seis artistas, todas ellas miembros del movimiento prosexo.